# Ambră
Termenul "ambră" este în prezent folosit cu precădere în domeniul parfumeriei, unde poate delimita mai multe materiale, după cum urmează: 
1. Ambră (din amber [En.]): acord parfumistic compus din minim două elemente: neapărat o rășină (tămâie, smirnă, laudan, benzoină, elemi, styrax, etc.), plus un material vanilat (vanilie, tonka, vanilina, etc.). Ambra se folosește extensiv pentru genurile orientaliste ori animaliere.

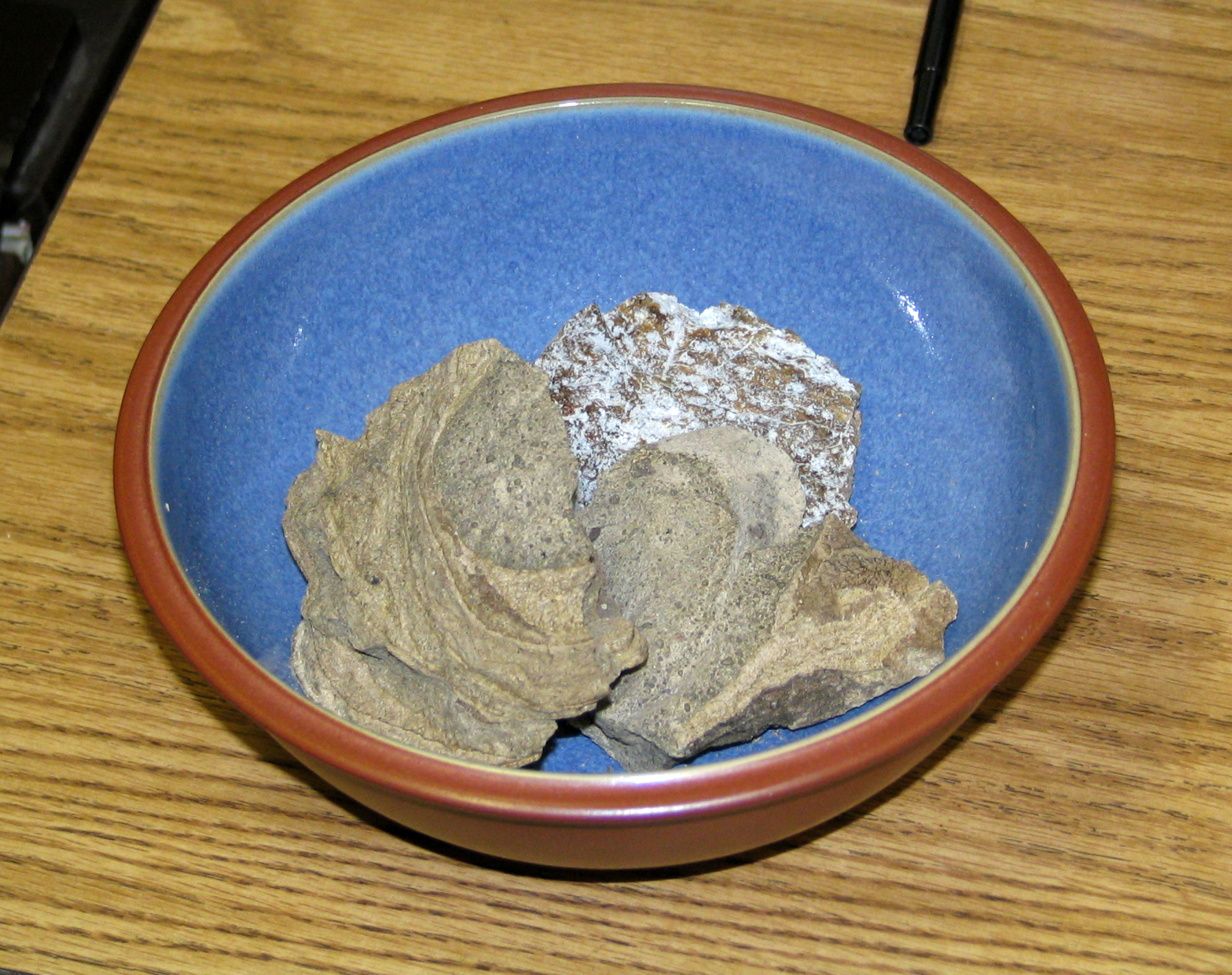
Ambră

2. AmbrăAmbra gri (sau ambergris/ambregris): o substanță aromatică de culoare cenușie cu aspect de ceară, format în intestinul unor specii de cașalot (Physeter macrocephalus). Pentru că mare parte din ambergris-ul European se culegea, în trecut, de pe plajele mării Baltice cunoscute și pentru chihlimbarul fosil, denumirea de ambar/amber s-a transferat definitiv și asupra bulgarilor de ambergris; astăzi, pentru dezambiguare, materialul animal se denumește cu sintagma clarificatoare "gris", în timp ce piatra de chihlimbar și-a păstrat în limbile originare forma simplă.  Ambregris a fost considerată, în Evul Mediu, un medicament; ocazional era utilizată pentru a da o aromă aparte unor mâncăruri, ca tonic, ori ca afrodiziac.[1] În prezent se întrebuințează la aromatizarea țigărilor[2]. În parfumerie, materialul se foloseste pentru mirosul plăcut de mosc, și ca fixator pentru celelalte substanțe odorante volatile dintr-un parfum. În ultimii ani, din cauza limitării vânătorii de balene, prețul pe kilogram a crescut foarte mult, astfel încât a fost înlocuită în mare parte cu materiale artificiale precum ambroxanul.[3]
3. Ulei esențial obținut prin distilare uscată (în vacuum) din rezerve fosile de rășină de Pinus Succinifera. Uleiul se folosește pe scară redusă, în aromoterapie și proiecte de parfumerie indie/holistica.

Separat, termenul ambră era folosit in trecut cu trimitere la rasina de chihlimbar, o piatră prețioasă fosilă de origine organică, de culori variind între galben și culoarea mierii, în unele cazuri însă chiar verzui sau albăstrui. 

## Utilizare
Ambra reprezintă unul dintre cele mai vechi materiale utilizate de oamenii preistorici, atât pentru arme și unelte, cât și pentru bijuterii și accesorii. 
În spațiul românesc, ambra a început să fie utilizată în masă în Epoca Fierului. În perioada Hallstatt crește exponențial numărul podoabelor de ambră. La Cioclovina, județul Hunedoara, vor fi descoperite câteva mii de asemenea mărgele. În perioada La Tène aceasta continuă să fie utilizată preponderent pentru bijuterii. Mai multe necropole cu perle și cercei din ambră au fost descoperite în vestul țării. Cele mai multe au fost descoperite în cea de la Pișcolt, județul Satu Mare. Alte situri arheologice unde au fost descoperite numere impresionante de decorațiuni din ambră au fost cele de la Sărata Monteoru (județul Buzău) și de la Cândești (județul Vrancea).